# Trichomanes madagascariense
Trichomanes madagascariense är en hinnbräkenväxtart som först beskrevs av V. d. Bosch, och fick sitt nu gällande namn av Moore. Trichomanes madagascariense ingår i släktet Trichomanes och familjen Hymenophyllaceae. Inga underarter finns listade.